# Мълчанието е злото
„Мълчанието е злото“ (на английски: Speak No Evil) е американски психологически трилър и филм на ужасите от 2024 г. на режисьора Джеймс Уоткинс по негов сценарий. Той е римейк на едноименния датски филм от 2022 г. Във филма участват Джеймс Макавой, Маккензи Дейвис, Аслинг Франчоси, Аликс Уест Лефлър, Дан Хоу и Скот Макнейри. Джейсън Блум е продуцент на филма под етикета му „Блумхаус Продъкшънс“. Премиерата на филма излиза по кината в Съединените щати на 13 септември 2024 г.

## Актьорски състав
- Джеймс Макавой – Пади[3]
- Маккензи Дейвис – Луиз Долтън[4]
- Аслинг Франчоси – Киара
- Аликс Уест Лефлър – Агнес Долтън[4]
- Дан Хоу – Ант[5]
- Скот Макнейри – Бен Долтън[4]